# Station Sekime-Seiiku
Station Sekime-Seiiku  (関目成育駅,  Sekime-Seiiku-eki) is een metrostation in de wijk Joto-ku in Osaka, Japan. Het wordt aangedaan door de Imazatosuji-lijn. Het station ligt naast het station Sekime, dat wordt aangedaan door de Keihan-lijn. Elk perron heeft een eigen verdieping (-2 en -3) en wordt afgeschermd door veiligheidspoortjes.

## Treindienst

### Imazatosuji-lijn(stationsnummer I17)
| 1 | ■ Imazatosuji-lijn | richting Gamō Yonchōme, Midoribashi en Imazato |
| 2 | ■ Imazatosuji-lijn | richting Taishibashi-Imaichi en Itakano        |

## Geschiedenis
Het station is in december 2006 geopend.

## Overig openbaar vervoer
Bus 35

## Stationsomgeving
- FamilyMart
- Gourmet City (supermarkt)
- Autoweg 1
- Mitsui Sumitomo Bank

Itakano · Zuikō Yonchōme · Daidō-Toyosato · Taishibashi-Imaichi · Shimizu · Shimmori-Furuichi · Sekime-Seiiku · Gamō Yonchōme · Shigino · Midoribashi · Imazato